# Pókok
A pókok (Araneae) az ízeltlábúak (Arthropoda) közé sorolt pókszabásúak osztályának egyik rendje. Két testtájuk, nyolc lábuk és csáprágójuk (chelicera) van. Ragadozók. A jelenleg ismert mintegy 40 000 pókfajt 3 alrend 111 családjába sorolják.
Minden pók termel pókselymet. Ez egy vékony, erős fehérje, amit az utótestük végében lévő szövőmirigy(ek) választ(anak) ki. Sok fajuk ebből szövi a zsákmány megfogására szolgáló hálót, más fajok háló nélkül vadásznak. A selymet használják közlekedésre, fészekkészítésre és az áldozat becsomagolására is.
Az Uloboridae és a Holarchaeidae család fajai (kb. 350 faj) kivételével valamennyien termelnek mérget, amit zsákmányszerzésre és önvédelemre is használnak. Mindössze 200 olyan fajukról tudunk, amelyek mérge az ember egészségére is veszélyes lehet. A nagyobb pókok marása fájdalmas, de nem okoz maradandó károsodást.
A pókok a sarkvidékek kivételével a világ minden részén élnek. 1973-ban a Skylab személyzete 2 pókot vitt fel az űrbe, hogy megvizsgálják, hogyan hat a súlytalanság hálószövésükre.
Szőrös testükkel és hosszú lábaikkal félelmet és csodálatot is keltenek. A rovarokhoz hasonló a pókok ízelt lába és kemény, külső kitinváza.

## Az arachnológia
Az arachnológia a pókszabásúak (Arachnida) osztályát vizsgáló tan; egyesek szerint azonos az araneológiával, azaz a póktannal.

## A pókok anatómiája
| Pók anatómiájának vázlata | 1. szív 2. mirigyek, máj 3. Malpighi-csövek 4. szövőmirigyek 5. petefészek 6. tüdő 7. idegdúc 8. lábak 9. állkapcsi tapogató 10. csáprágó 11. méregmirigyek 12. látóidegek 13. agy 14. gyomor 15. középbél |
|                           | 1. szív 2. mirigyek, máj 3. Malpighi-csövek 4. szövőmirigyek 5. petefészek 6. tüdő 7. idegdúc 8. lábak 9. állkapcsi tapogató 10. csáprágó 11. méregmirigyek 12. látóidegek 13. agy 14. gyomor 15. középbél |

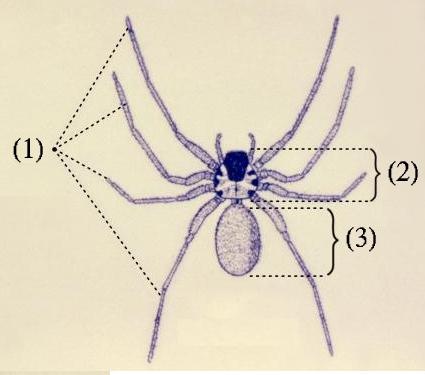
A pók anatómiája:
(1) négy pár láb
(2) fejtor
(3) utótest (opisthosoma)

A rovaroktól eltérően a pókoknak nem három, hanem két testtájuk van: az előtest és az utótest.
- Előtest, régebbi nevén fejtor (prosoma vagy cephalothorax). Az Archaeidae családnál az előtest látszólag két önálló egységre különül.
- Utótest, régebbi nevén potroh (opisthosoma vagy abdomen).  A félpókok (Liphistiidae család) kivételével az utótest kívülről nem szelvényezett.

### Előtest
Minden póknak nyolc lába van. (Egyes hangyautánzó fajok első lábpárja a hangya csápját imitálja.) Szemük egyszerű (nem összetett), ezért a legtöbbjük csak a sötét/világos átmenetet képes megkülönböztetni.
A pókok tapogatókkal is rendelkeznek, melyek a táplálék elfogyasztásában segíti őket. Ez több fajnál is módosuláson esik át, és az így a kialakuló fajspecifikus szerv a párzásban is fontos szerepet tölt be. Mivel nem rendelkeznek antennával, az ingerek felvételére a lábaikon lévő sörtéket használják. Ezek az ingerek lehetnek hangok, rezgések, és a légmozgásból adódó apró nyomásingadozások is.
A pókok az elejtett zsákmányt nem tudják megrágni. Ehelyett, mint a legtöbb pókszabású, a préda elfolyósított szöveteit szívják fel. Képesek elfogyasztani a saját selymüket is.

### Érzékszervek

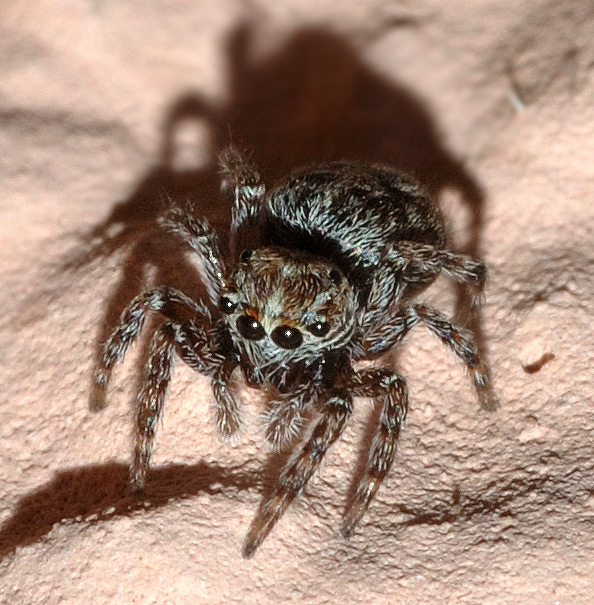
Sitticus pubescens ugrópók nősténye

A legtöbb esetben nyolc szemmel rendelkeznek, amelyek jellegzetes elhelyezkedési mintázata a fajok azonosításában is jelentős. A Haplogynae alcsaládba tartozók hat, a Tetrablemma csoportba sorolhatók négy, míg a Caponiidae család tagjai csak kettővel rendelkeznek. Néha az egyik pár szem sokkal fejlettebb, mint a többi, de az is előfordul, hogy nem is rendelkeznek látószervvel, mint a barlanglakó fajok. Néhány család vadászó pókjai, mint az ugrópókok és a farkaspókok azonban kitűnő látással rendelkeznek. Az ugrópókok még a színeket is képesek megkülönböztetni.

### Légzés, keringés

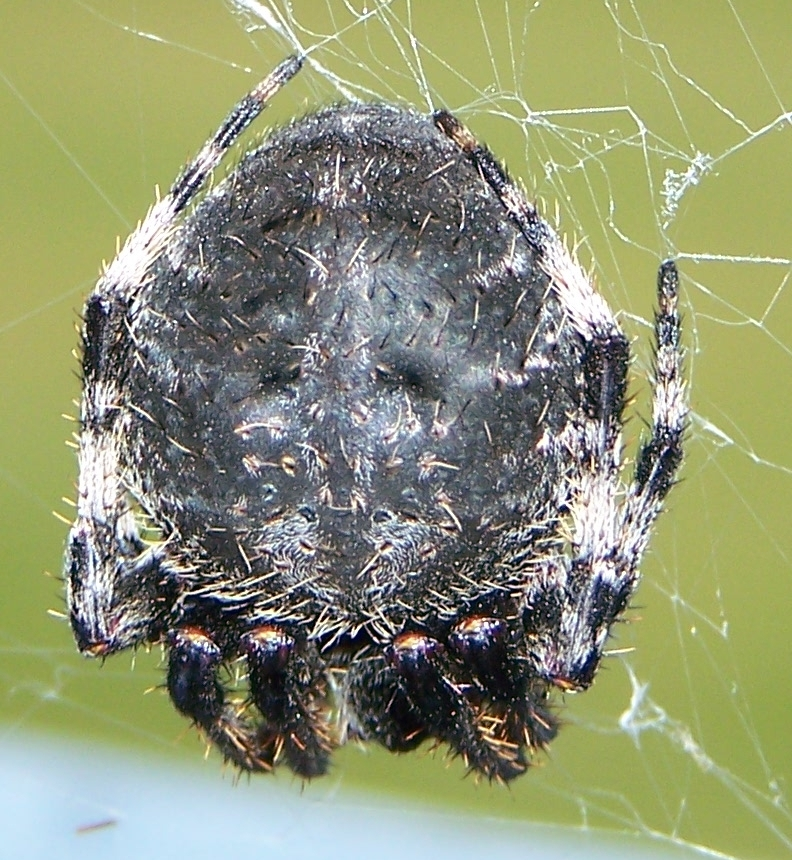
Azonosítatlan pók Mexikóból

A pókoknak nyílt keringési rendszerük van. Nincs igazi vérük, sem pedig ereik, amiben az keringhetne. A vérnyirok (hemolimfa) a szerveiket körülölelő térben áramlik, és a szív mozgatja.
A pókokban kétféle, anatómiailag különböző légzőrendszer alakult ki. Egyes fajoknak csak tracheatüdejük, másoknak tracheájuk van, bizonyos családokban pedig mindkettő előfordul.
A Mygalomorphae és a Mesothelae csoportokban a légcserét tagjai két pár hemolimfával töltött tracheatüdő végzi. A tracheatüdő nem hasonlít a gerincesek tüdejére. A szervből csatornák vezetnek az elülső hasfalon lévő légzőnyílásokhoz. A trachearendszer esetében az oxigén közvetlenül a hemolimfába vagy a szövetekbe diffundál.

### Emésztés

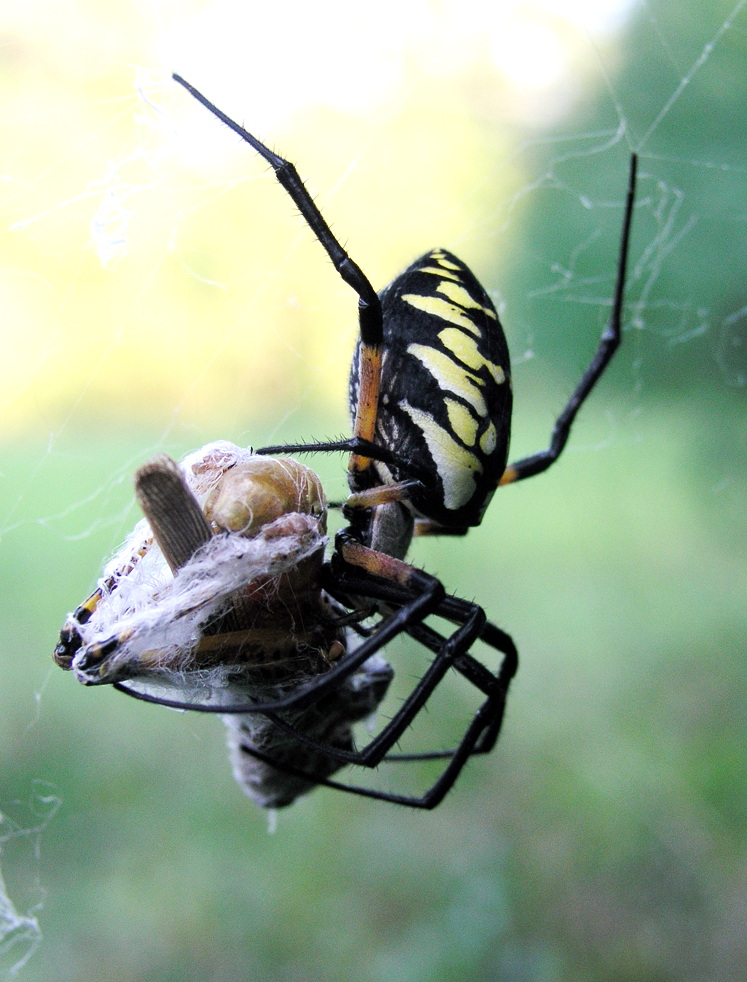
Táplálkozó pók (Argiope aurantia)

Az emésztés külső és belső is lehet. A legtöbb pók rendelkezik erős emésztőnedvvel, amelyet az elkábított zsákmányba fecskendez. Ez az erős váladék feloldja a préda szövetállományát. Ezek után a pók egyszerűen kiszívja az elfolyósodott szerveket. A legerősebb emésztőnedvvel rendelkező fajok nem csak a lágy szöveteket képesek feloldani. A pókok csupán folyékony halmazállapotú táplálékot vesznek fel. Sok pók selyembe bugyolálja az elfogott élőlényt, ezzel időlegesen elraktározza, hogy majd egy későbbi időpontban elfogyaszthassa azt.

### Szövőmirigy
A fonószemölcsöket leszámítva a hasi rész nem tartalmaz egyéb függeléket.
A fonószemölcsök egytől négy (általában három) egységből felépülő mozgatható
nyúlványok, számuk 2 és 8 között változik. A fonószemölcsökön különböző
szövőcsévék találhatók, melyek a szövőmirigyek által termelt
fehérjeváladékot keverik össze. A keverék összeállítása határozza meg a
pókfonal fizikai tulajdonságait. A kerekhálós pókok (Araneoidea) képesek
ragadós fonalak előállítására is. Ide tartoznak az általunk is jól ismert
keresztespókok, törpepókok és vitorláspókok is. Egyes keresztespókok a
tipikus kerekháló helyett egy fonálon ragadós labdacsot lengetnek, lasszóként
használva fogják el a kiszemelt zsákmányt.

### Méret
A pókok mérete széles skálán mozog. A legkisebbek a Micryphantinae család tagjai, hosszuk alig éri el az 1 mm-t. A legnagyobbak és legnehezebbek a madárpókok. Hosszuk a 11-13 centimétert, lábaik fesztávolsága pedig a 28-29 centimétert is elérheti.

### Mintázat

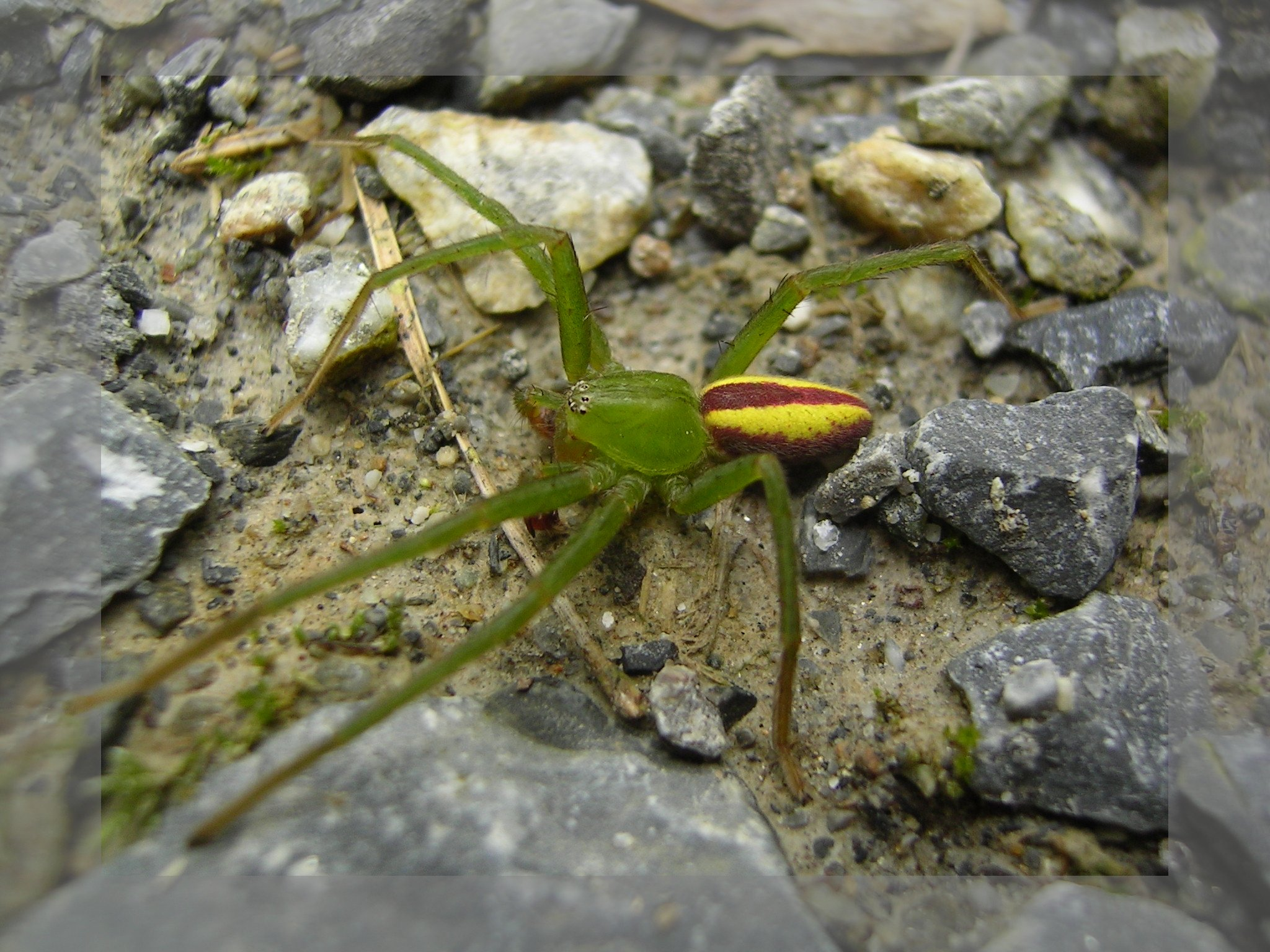
A hunyópók (Micrommata virescens) zöld színét a bilinek okozzák

Mindössze háromféle pigment osztályt (ommokrómot, bilint és guanint) sikerült a pókokban azonosítani, habár többet is felfedeztek, de a besorolásuk folyamatban van. A melaninok, karotinoidok és a pterinek nagyon elterjedtek a legtöbb élőlényben, de a pókokból hiányoznak.
Bilineket azonosítottak a Micrommata virescensben is, ez okozza zöld színét. Guanin és származékai révén lesz a keresztespók keresztje fehér. Ugyanez a vegyület okozza a Tetragnatha, Leucauge, Argyrodes és a Theridiosoma nem tagjainak ezüstös színét. A Lycosa és a Josa nembe tartozó fajok kutikulája képes a fény visszatükrözésére is.

## Életmód
Annak ellenére, hogy ragadozók, változatos életmódot folytatnak.
Az esetek többségében a zsákmányszerzési módjuk meghatározza, hogy mit ejthetnek el. Így a hálókészítő pókok ritkán kapnak el hernyót, és a karoló pókok (akik lecsapnak az áldozatukra) gyakrabban fognak maguknak méhet és pillangót, mint más rovart. Egyes fajok kizárólag egyetlen élőlényre vadásznak, mint például a kalózpókok, amelyek más pókokat fogyasztanak. A Bolas (labdás) pókok szexferomonokat termelnek, hogy hím molylepkéket foghassanak maguknak.

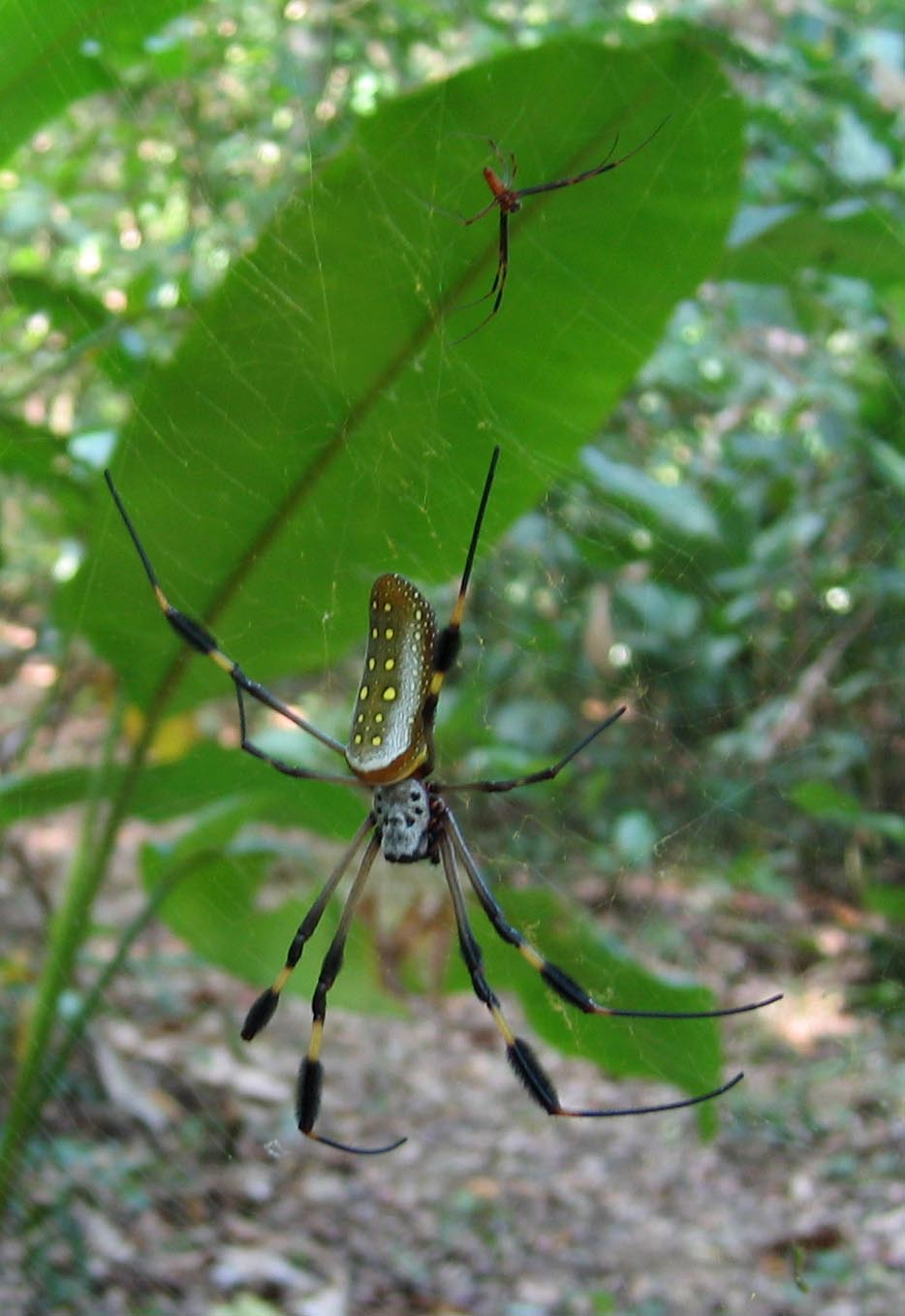
Óriás-keresztespók nősténye. A hím is észrevehető a háttérben

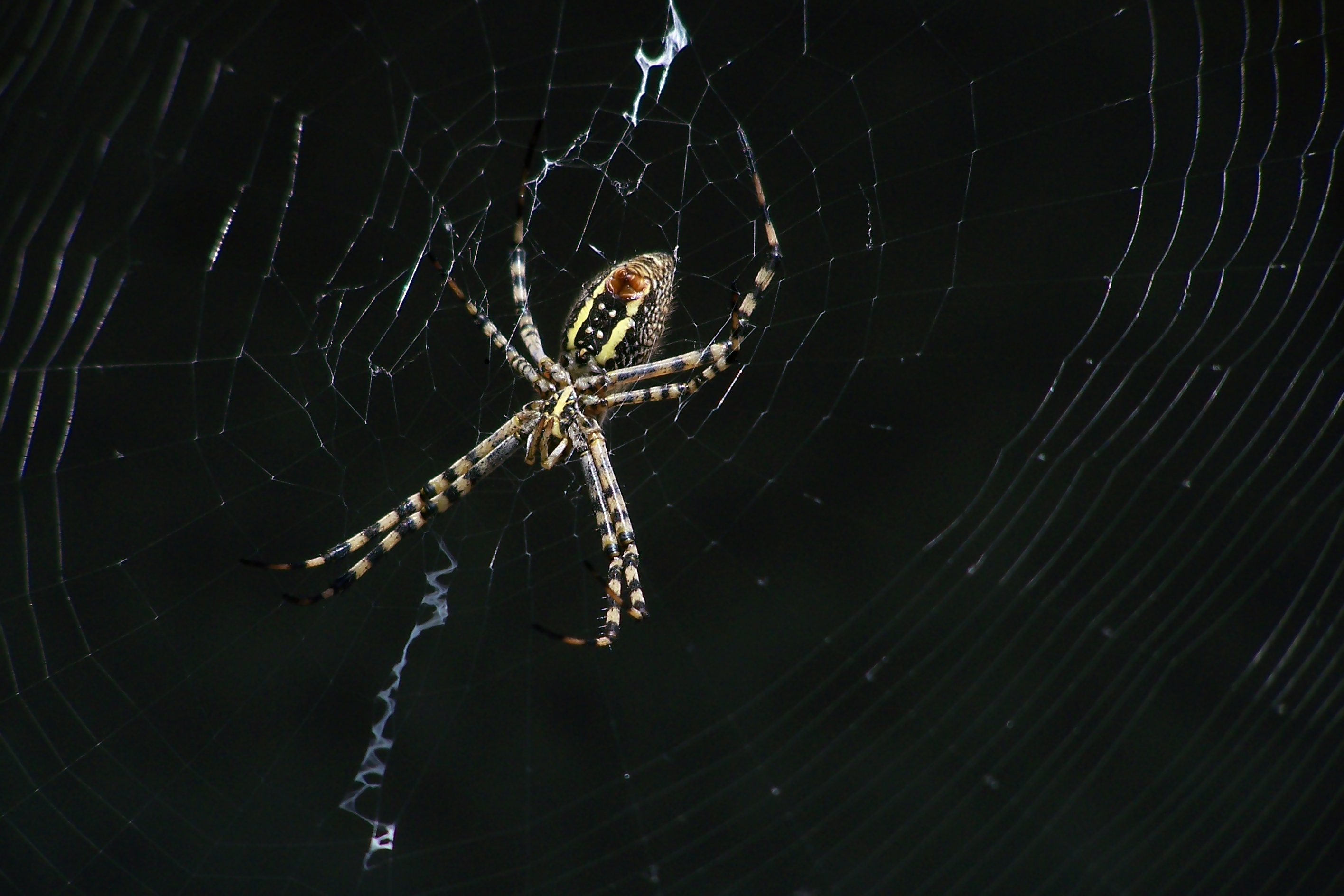
Keresztespók alulról

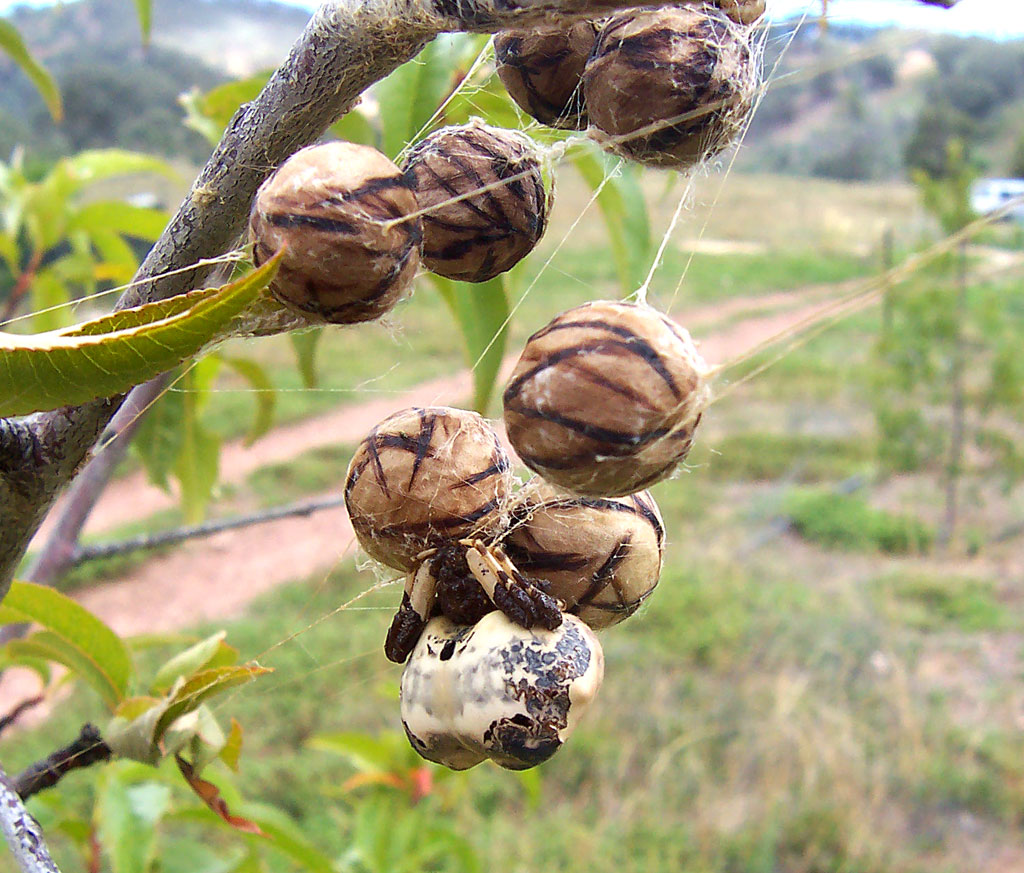
Celaenia excavata kokonjaival

### Egyedfejlődés
A fejlődésük három szakaszból tevődik össze:
- embrió,
- lárva,
- nimfa - imágó

A póktojás megtermékenyülése és a nimfa-imágó alak kialakulása közötti stádiumot tekintik az embrionális szakasznak. Amikor a pók belép a lárva állapotba, egyre inkább elkezd majd egy kifejlett egyedre hasonlítani. Kezdetben több átalakuláson, vedlésen megy keresztül, és addig a tojásban lévő tartalékokon él. Néhány vedlés után testének szövetei megkezdik a differenciálódást. Nemsokára minden szervrendszere kialakul, egy új pók születik, amely elérte a nimfa-imágó stádiumot.
Ez a fejlettségi szint kettő részre bontható: a nimfa és az imágó állapotra. Az élőlény nem képes a szaporodásra, amíg az utóbbi fejlettséget el nem éri. Ha ez bekövetkezik, többet már nem vedlik, ivarérett lesz (néhány nem araneomorph nőstény élete végéig vedlik).
A legtöbb pók csupán egy évig él, de néhányuk két vagy akár több évet is áttelelhet. Nem véletlen, hogy ősszel jelenik meg a legtöbb pók a lakásban, ugyanis meleg helyet keresnek az átteleléshez. A madárpókok esetében elfogadott tény, hogy akár 12 évig is élhetnek.

### Szaporodás
A pókok tojások útján szaporodnak, amiket selyembe csomagolnak. Ezeket nevezzük kokonnak. A párzás előtt a hímek udvarolnak, táncot adnak elő a nősténynek. Ezzel a hím elárulja a nősténynek, hogy fajtárs, nem pedig préda, így annak közelébe férkőzhet. Ha a nőstény megérti a jelzéseket, és megtörténik a párzás, akkor a hímnek utána (a legtöbb esetben) gyorsan kell távoznia, mert a nőstény ragadozó viselkedése visszatér.
A sperma átadása a nősténynek indirekt úton történik. Ha a hím kész a párzásra, akkor egy tasakot sző, amelybe a spermáját helyezi. Ezek után a tapogatóját belemeríti, és a kapilláris hatásnak köszönhetően szinte felpipettázza azt. A párzás során a hím pók beilleszti a tapogatóját (egyet, vagy mindkettőt) a nőstény ivarnyílásába, az epigynumba. A folyadékot a tapogató szinuszainak változtatásával fecskendezi ki. A nőstény a spermát egy testüregben eltárolja, és csak a tojásrakás idején használja azt fel, amikor is kapcsolatba kerülnek a hím spermájával, és megtermékenyülnek.
A Tidarren nemzetség tagjainál különös viselkedés figyelhető meg. A hím a teljes kifejlődés előtt amputálja egyik tapogatóját, és a felnőtt létbe csak egy tapogatóval lép be. Az ide sorolható hím pókok testtömegének 20%-át a tapogató adja. Ez a tömegmennyiség korlátozza őket a gyors mozgásban. De miután a hím eltávolítja az egyik tapogatót, sokkal gyorsabban bír közlekedni. Az egyik ilyen, Jemenben élő faj meglévő tapogatóját maga a nőstény töri le: az körülbelül négy óra hosszáig hozzátapad a nőstény epigynumához, így a megtermékenyülés megtörténik. A hímet a nőstény felfalja.

### A pókok kannibalizmusa
A pókok több fajára jellemző az ivari dimorfizmus. Több pókfaj nősténye nagyobb méretű a hímnél. Ezen fajok esetében előfordul, hogy a nőstény a párosodás előtt, alatt vagy azt követően megöli, és elfogyasztja a hímet.
Még a fekete özvegy egyes fajai esetében is megesik, hogy a hím a nőstény hálójában él egy darabig, anélkül, hogy bármi bántódása esne.
Habár a közeli rokon, ausztráliai vörös hátú pók hímjét a nőstény rituálisan megöli, miután második tapogatóját is behelyezi a nőstény ivarnyílásába.
Néhány esetben valószínű, hogy a nőstény tévedésből nézi prédának a hímet. Ennek esélye nagyobb, ha a nőstény éhes. Egyes esetekben a hímek mintegy „hozományként” táplálékot ajánlanak fel a nősténynek párosodás előtt, elkerülendő, hogy az éhes nőstény őket fogyassza el.

## Viselkedés

### Vadászati technikák

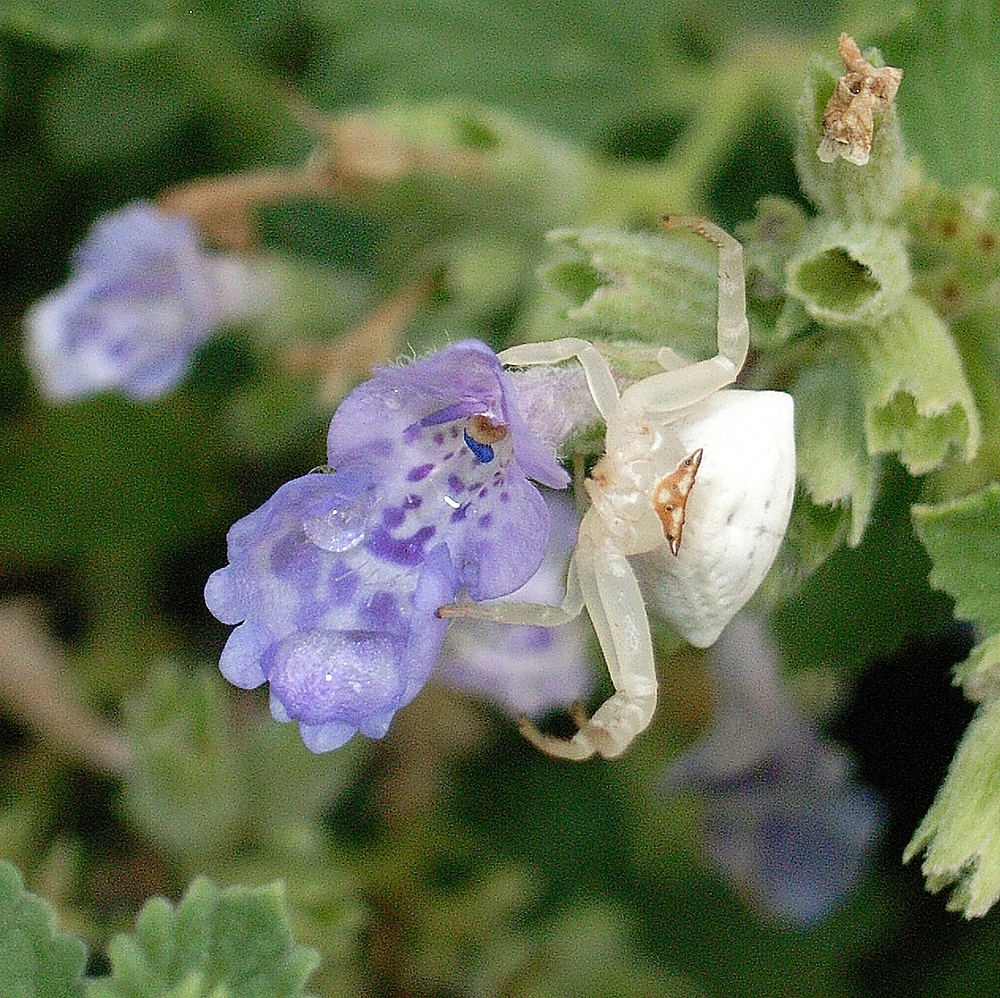
A karolópókok lesből támadnak (Thomisus labefactus)

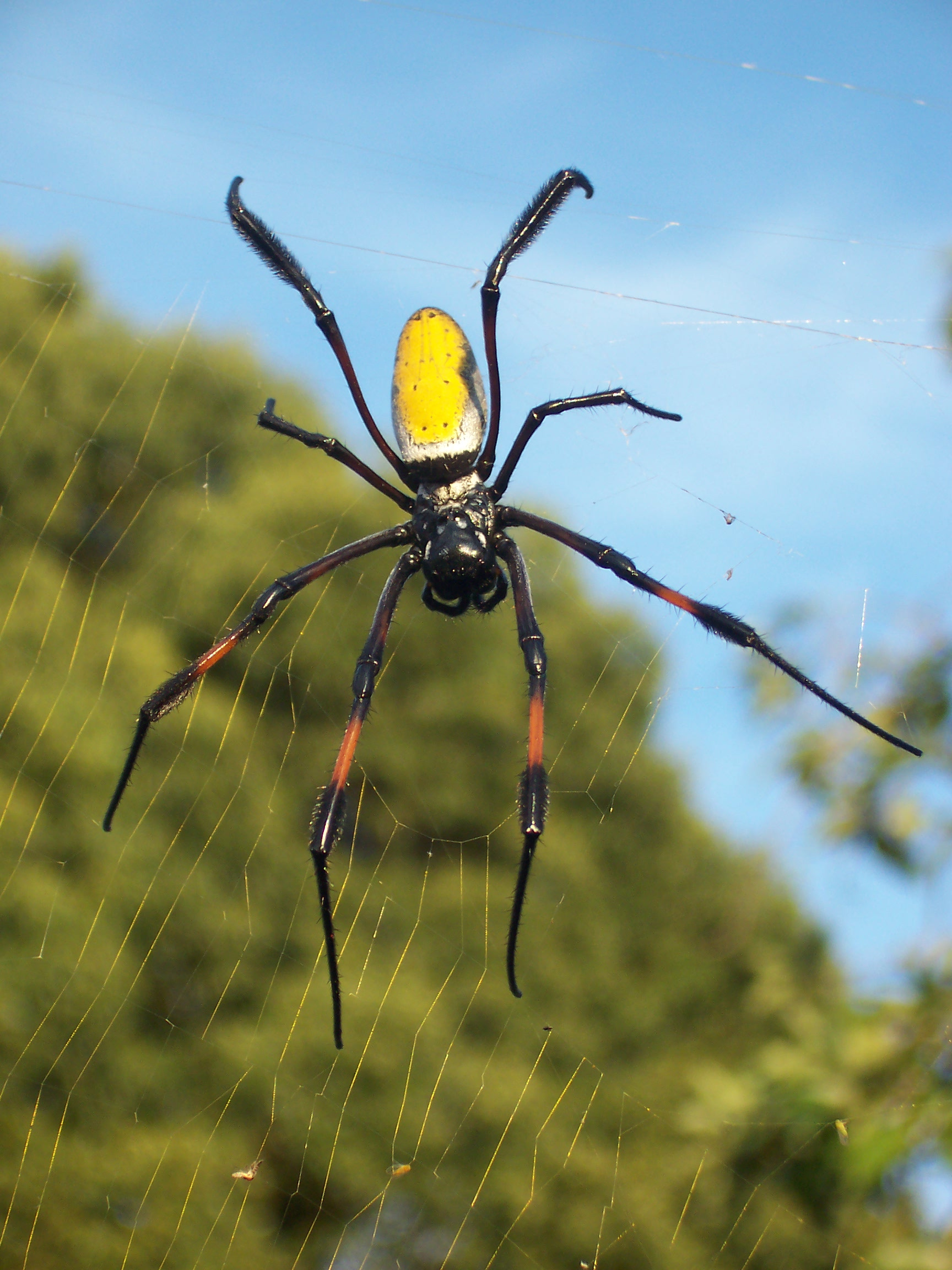
Várakozás az áldozatra, Nephila inaurata

Sok pók faj létezik, és ezek vadászati stratégiája is eltérő. Ennek ellenére mindegy, hogy rovart, halat, kisebb emlősöket, vagy madarat tekintenek zsákmánynak, az biztos, hogy ha kapcsolatba kerülnek, a pók marni fog.
A harapás először is fájdalmat és mechanikai roncsolódást okoz a szövetekben, ami, minél nagyobb a pók, annál súlyosabb. Másodsorban mérget is befecskendezhetnek a csáprágókon keresztül. Az özvegypókok idegmérget fecskendeznek be, ami szétterjedve a szervezetben befolyásolja az életfunkciókat. Megint más mérgek a harapás közelében lévő szövetek elhalásához vezetnek. A barna remetepók által termelt nekrotoxin a sejthártyák degradálódását idézik elő. A nagyobb testű áldozatok, amelyek nem pusztulnak el a csípés után, még hosszú ideig viselni fogják a testükön a harapás jegyeit.
Habár a pókok többsége nem folytat növényevő életmódot, egyes fajok növényekkel is táplálkoznak. Az Anyphaenidae, Corinnidae, Clubionidae, Thomisidae és a Salticidae családok tagjai növényi nektárt is fogyasztanak.

### Pókhálók

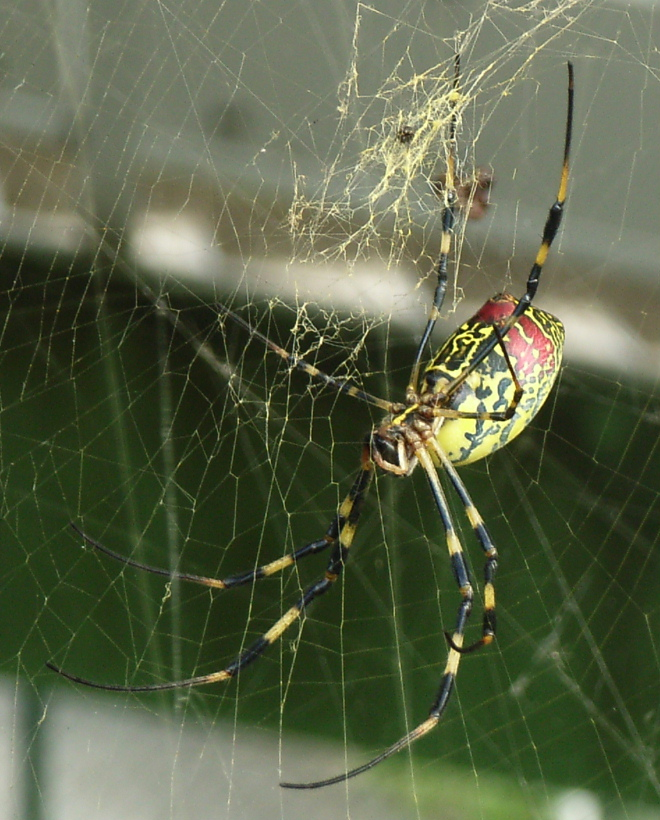
Nephila clavata hálójában

Egyes pókok tölcsér alakú, míg mások spirális, kerek alakú hálót szőnek. Maga a háló lehet ragadós, illetve bolyhos-vattaszerű. A hálók többsége a vertikális, míg kisebb hányada a horizontális síkban feszül ki.
A vízszintesen kifeszített hálók felett szabálytalan gubancokat lehet találni. Ennek célja nem más, mint a repülő rovaroknak a lenti hálóba való juttatása, továbbá védi a pókot a levegőből lecsapó ragadozóktól, mint például a madaraktól.
Testéhez képest jelentős fehérje anyagot használ a hálóhoz, de a korábbi használt hálót is meg tudja enni, hogy frisset készítsen. Ha kedvezőek a feltételek akár 1-2 naponta is új hálót csinál magának. Miután a háló elkészül, a pók a hálón vagy annak közelében várakozik, hogy egy rovar beleessen. A becsapódást a hálón tovaterjedő rezgések lévén észleli.
Nem minden pók használ hálót a zsákmány elejtéséhez. Egyesek jól elrejtett járatukból előtörve csapnak le áldozatukra, míg mások, mint a farkaspók, lerohanják azt. A hálóvető pókok a kettőt egyesítik. Ez a pók egy kis hálót sző, amelyet az elülső lábai között kifeszít. Ezután várja, hogy leendő zsákmánya elhaladjon mellette, majd hirtelen rádobja azt. A vízipók nem a préda elfogására használja hálóját, hanem azt módosítva búvárharangot készít belőle.

### Vadászó pókok

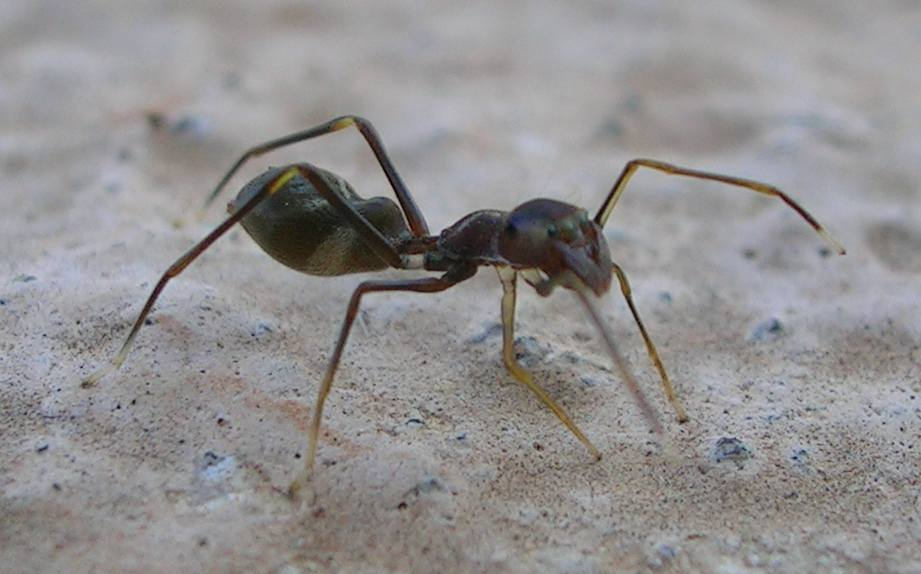
Egy hangyautánzó pók

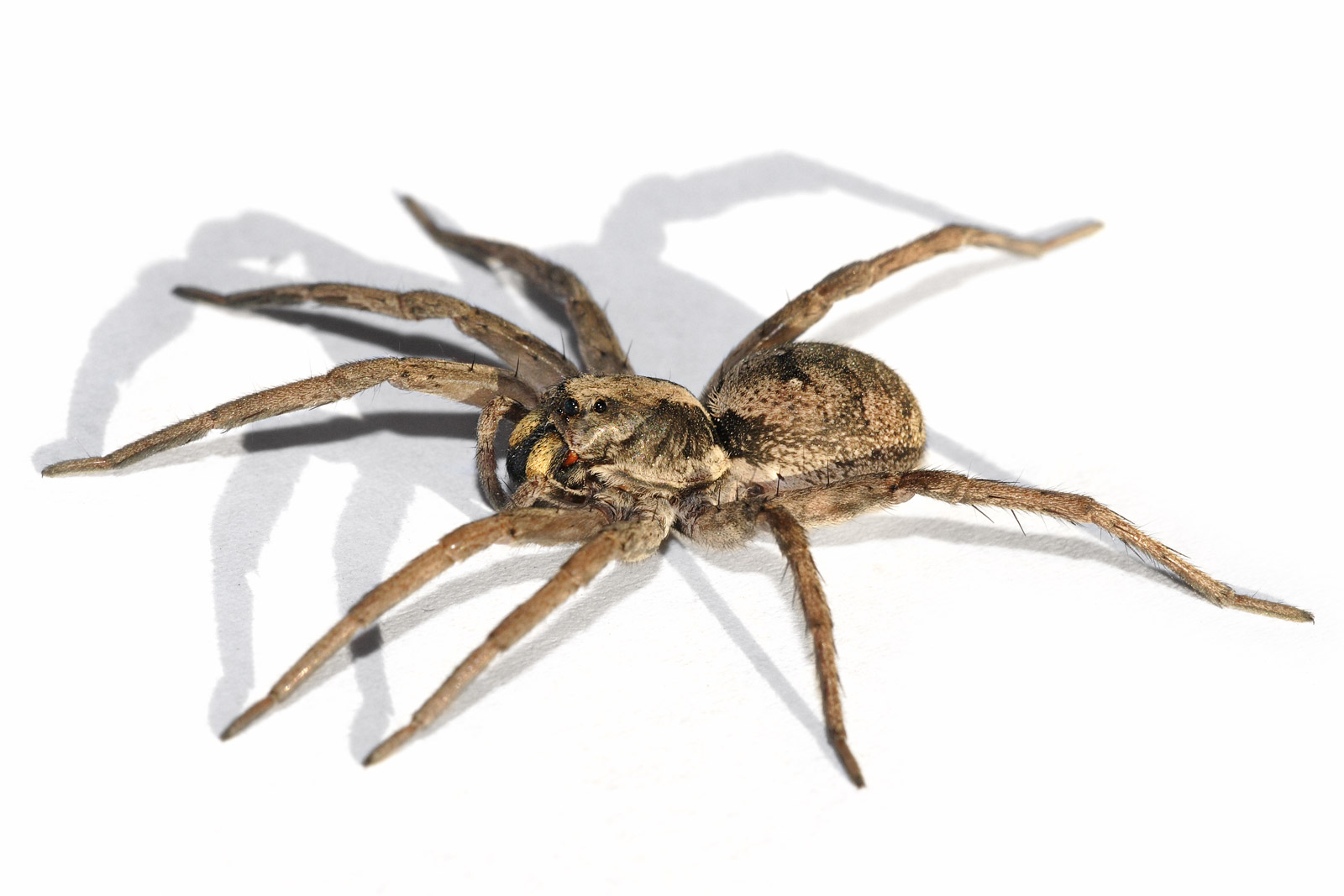
Farkaspók, egy aktív vadász

Egyes pókok egyáltalán nem készítenek hálót a zsákmány elfogásához.
Például:
- Brazil vándorpók (Phoneutria nigriventer)
- Barna remetepók (Loxosceles reclusa)
- Ugrópókok
- Farkaspókok (Lycosidae család)

### Lesből támadó pókok
Néhányan becserkészik a prédát, és ragadós végű selyemfonállal ejtik azt el (lasszóspókok). Mások, mint például a karolópókok egy rovarok által sűrűn látogatott helyen várakoznak, és közvetlenül csapnak le áldozatukra.

### Védekezés
Minden pók marni fog, ha arra kényszerül, hogy megvédje magát. Különösen igaz ez akkor, ha sarokba szorítják. Egyes madárpókok másodlagos fegyverrel is rendelkeznek. Ezek irritáló szőrök, amelyek a hasukon találhatóak. Veszély esetén a hátsó lábukkal ledörzsölik ezeket, és a levegőbe jutva beleakadnak a támadóba, és égető, viszkető érzést váltanak ki. Néha allergiás reakciót is kiválthatnak. Néhány faj, mint a namíbiai arany kerékpók érdekes menekülési módot alkalmaz: összegömbölyödik, és legurul a homokbuckáról, így támadója szem elől téveszti.

### Társas pókok
Néhány hálószövő pók faj tagjai együtt élnek, és hatalmas kolóniákat alkotnak, habár nem mutatnak akkora együttműködést, mint például a hangyakolóniák. A leginkább szocializált pók az Anelosimus eximius, amelynek kolóniája az 50000 egyedet is elérheti.

## Hálótípusok

### Kuszaháló

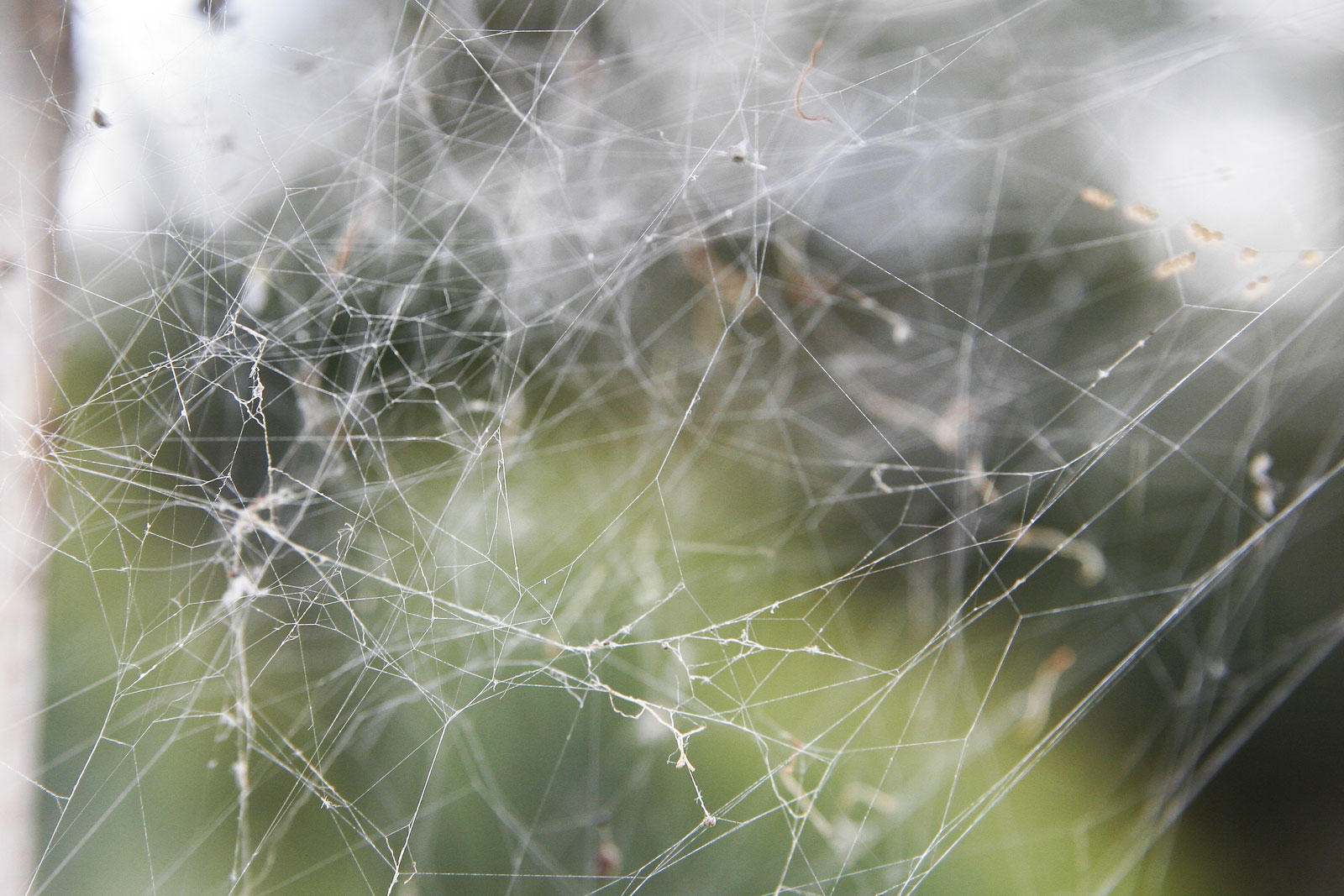
Kuszaháló

A törpepókok (Theridiidae) családjába tartozó fajok szabálytalan, rendetlen megjelenésű háromdimenziós, nem ragadós hálót készítenek. Ezek általában talajhoz vagy falhoz rögzülnek, de bokrokhoz is. A pók rendszerint a háló közepén tartózkodik, fejjel lefelé. A zsákmány elsősorban földön közlekedő rovar, például hangya, vagy más ízeltlábú. Ilyen hálót sző a fekete özvegy is.

### Kerekháló
Az Araneidae, Tetragnathidae, és a Nephilidae családba tartozók ilyen hálót szőnek. A legtöbb ember pókhálón ezt érti. Átlagosan 30-60 perc alatt szövi meg őket az állat. Nagyságuk a legtöbb esetben meghaladja a 6 cm-t. Ha megzavarják a pókot, a legtöbb esetben a földre ereszkedik, és menekülni próbál, nem pedig támad.

## Evolúció
A arachnoid felépítésű trigonotarbidák az egyik legősibb, pókhoz hasonló élőlények. A pókokhoz hasonlóan szárazföldi életmódot folytattak, redős tüdőn át lélegeztek, és nyolc lábuk volt. Ennek ellenére nem voltak igazi pókok, és még rokonságban sem állnak a mai pókokkal.
A valódi pókok körülbelül 400 millió évvel ezelőtt fejlődtek ki, és az első szárazföldi élőlényekhez tartoznak. Elkülöníthetőek a már meglévő hasi szelvényezettség, és a szövőmirigyek által.
A legtöbb korai szelvényezettségű pók fosszília a Mesothelae alrendbe tartozó élőlényekhez köthetőek. Ezen primitív állatok szövőmirigye az alsó hasfal középső részén helyezkedett el, s nem pedig a has végén, ahogy az a modern pókoknál (Opisthothelae) megfigyelhető. Feltehetően más szárazföldi ízeltlábúra vadásztak. A selymet feltehetőleg a tojások bebugyolálására, védelmére használták.
Ahogy a növény- és rovarvilág változott, úgy változtak velük a pókok is: módosult a selyem felhasználása. Az első has végi szövőmirigyes pókok (Mygalomorphae és Araneomorphae) a paleozoikum és a mezozoikum határán, körülbelül 250 millió évvel ezelőtt jelentek meg a Földön.
A földtörténeti középidő jura időszakára már kialakult a kerek háló szövésének módja. Erre egy borostyánba zárt pókháló a bizonyíték, ami megközelítőleg 110 millió éves.

## Rendszertan

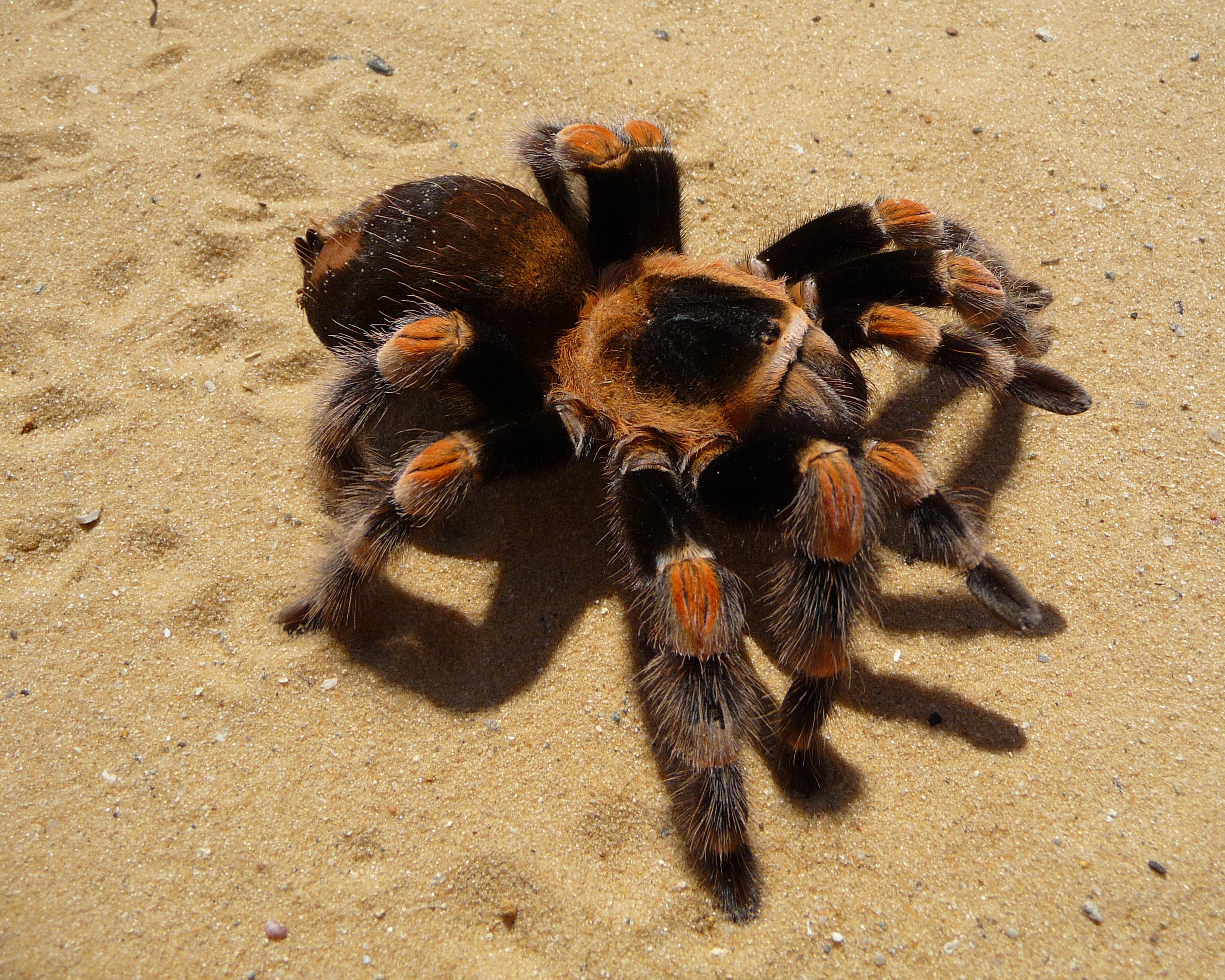
Brachypelma smithi

Megközelítőleg 40 000 pókfajt azonosítottak, és soroltak be 111 családba az arachnológusok. A begyűjtés nehézsége, és a jelenleg még nem besorolt pókok miatt azt feltételezik, hogy mintegy 200 000 fajuk él a Földön.
A rend három alrendre osztható:
- Alsórendű pókok (Mesothelae)
- Négytüdős pókok (Mygalomorphae)
- Főpókok (Araneomorphae)

A négytüdős pókokat és a főpókokat együtt gyakran felsőrendű pókoknak (Opisthothelae) nevezik.

### Alsórendű pókok(Mesothelae)
Mérget nem használó kezdetleges pókok. Testük szegmentáltsága jól kivehető, ez bizonyíték az ízeltlábú ősökkel való rokonságukra. Az alrendbe egyetlen ma élő család, a Liphistiidae tartozik. Az ide tartozó fajok kizárólag Délkelet-Ázsiában honosak (Kína és Japán), körülbelül 90 fajjal és 5 nemzetséggel. Nagyon ritkák és a legősibbek.
A másik két ide sorolható családot csak fosszíliákból ismerjük (Arthrolycosidae és Arthromygalidae).

### Négytüdős pókok(Mygalomorphae)
A négytüdős pókok (Mygalomorphae, régebben Orthognatha) csáprágói nagyok és erősek, egyenesen lefelé néznek, és nem keresztezik egymást. Ebbe az alrendbe tartoznak a nehéz felépítésű, tömzsi lábú madárpókok, a csapóajtókészítő pókok vagy aknászpókok és a veszélyes ausztráliai tölcsérhálós pókok. Ezen pókok még a kisebb halakat és emlősöket is megölik. A legtöbb faj a trópusokon és a szubtrópusokon él.

### Főpókok(Araneomorphae)
A főpókok (Araneomorphae, régebben Labidognatha) felismerhetőek átlós csáprágóikról, amelyek keresztezik egymást. Azok a pókok, amelyekkel nap mint nap találkozunk, ebbe az alrendbe tartoznak. A pókok 94% ide sorolható. Hozzávetőleg 95 család tartozik ebbe az alrendbe, kezdve a 0,37 mm nagyságú Patu diguá-tól a nagy Argiopé-ig.

### Egy élőlény, amit gyakran póknak néznek…
A hétköznapi életben gyakran több olyan pókszabásút is póknak vélnek, amelyek valójában nem pókok.
Ezek közül talán a legismertebbek a tevepókok vagy rovarpókok (Solifugae) rendjébe tartozó fajok. A rovarpókokat gyakran nevezik nappókoknak vagy szélskorpióknak is. Ezek az állatok a városi legendák gyakori szereplői. Fura megjelenésük ellenére ártalmatlanok, nincs mérgük.

## A pókok és az ember

### Pókmarás

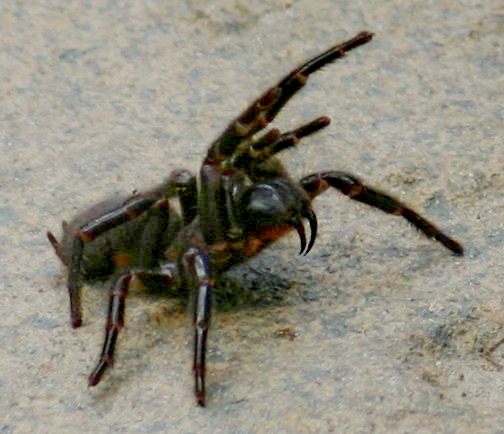
Sydney-i tölcsérhálós pók

A legtöbb pók nem marja meg az embert, mert nem tekinti zsákmánynak. Azonban még a legkisebbek is marnak, ha piszkálják őket.
Az emberek életét is veszélyeztető, illetve halálukat is okozható mérges pókok a következők:
- brazil vándorpók
- ausztrál tölcsérhálós pók
- ausztrál vörös hátú pók
- hatszemű homoki pók
- özvegy pókok
- remete pók

### A pók mint emberi táplálék
A pókokat (különösen a nagyokat) a világ egyes részein (például Délkelet-Ázsiában, Dél-Amerikában, Óceániában) hétköznapi, máshol pedig ünnepi fogásként fogyasztják. Egyes trópusi erdőkben élő bennszülöttek finom csemegének tartják a madárpókokat. A pókok lábait a testük fölött összekötözik és levélbe csavarba kis tűzön megsütik őket.

### Arachnofóbia

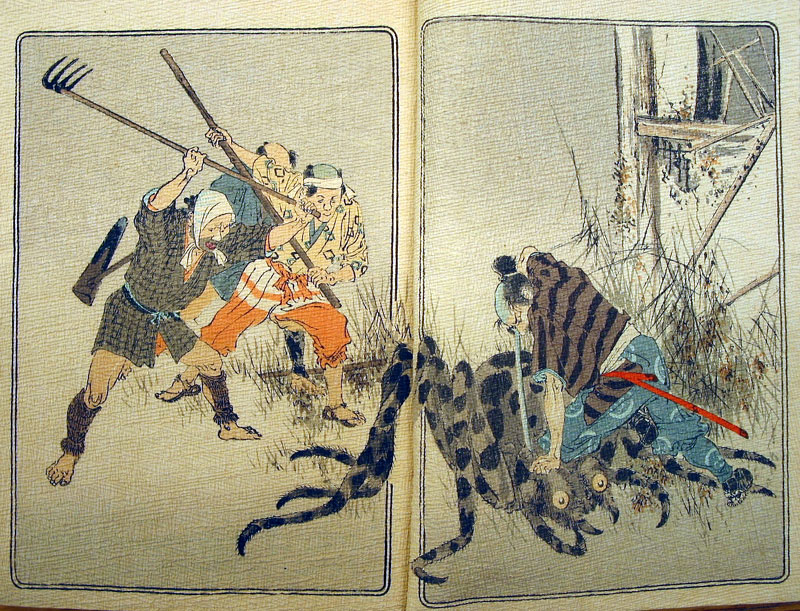
Japán eredetű pókábrázolás

Pávapók (Maratus volans)

Az arachnofóbia a pókoktól való abnormális félelem. A leggyakoribb fóbiák egyike. A betegségben szenvedők reakciói egy pók láttán az egészséges embernek értelmetlennek tűnnek. A betegek kellemetlenül érzik magukat, ha úgy vélik, hogy egy pók rejtőzködhet valahol a szobában, vagy ha a pókháló révén megbizonyosodnak az állat jelenlétéről. Ha meglátnak valahol egy pókot, pánikrohamot kapnak, és igyekeznek a pók környékét elkerülni. Terápiával a betegség gyógyítható.

### Pókok az emberi kultúrában
Sok hivatkozás ismert a pókoknak a folklórban és a szimbólumok között betöltött szerepéről. A pók, mint a hálóban ülő vadász a nyugalmat, mérgének hála pedig a bajt, a rosszakaratot, és a halált is szimbolizálja. Azzal pedig, hogy a zsákmányát selyemben elraktározza, a birtoklási vágyat testesíti meg.
A görög mitológia a pókok megteremtését Athénének tulajdonítja. A szövés-fonás istennője a vele szövőversenyre kiálló halandó lányt, Arakhnét, és annak minden utódját változtatta pókká, mint azt Ovidius Átváltozásaiban olvashatjuk.
A fantasy és horror műfajában gyakran szerepelnek óriás termetű pókok mint szörnyetegek. Legnevezetesebbek ezek közül A Gyűrűk Ura Banyapókja és a Harry Potter könyvekben szereplő Aragog.
Magyar regényekben ritkán fordulnak elő pókok. Az egyik kivétel ez alól Nácsa János: A Csontváry-kód, avagy nem esik messze a macska a fájától című szatirikus-misztikus krimije. Itt a főhős kénytelen betörni egy házba, ahol a hiányos takarításnak köszönhetően szép számmal élnek a nyolclábú ragadozók.

## Fordítás
- Ez a szócikk részben vagy egészben  a   Spider című angol Wikipédia-szócikk fordításán alapul.  Az eredeti cikk szerkesztőit annak laptörténete sorolja fel. Ez a jelzés csupán a megfogalmazás eredetét és a szerzői jogokat jelzi, nem szolgál a cikkben szereplő információk forrásmegjelöléseként.

### Magyar nyelvű egyetemi jegyzetek
- https://web.archive.org/web/20070729204021/http://systzool.elte.hu/gyakorlat/pok.doc
- http://www.zool.klte.hu/download.php?id=51
- https://web.archive.org/web/20050427062857/http://ecol1.bio.u-szeged.hu/~rendszertan/POKGYAK.htm
- http://www.hazikedvencem.hu

### Angol nyelven
- Az arachnológia honlap
- Ed Nieuwenhuy pókokról szóló oldala
- A német arachnológia társaság oldala
- Ausztrál pókok
- Brit pókok oldala Archiválva 2007. április 3-i dátummal a Wayback Machine-ben
- A Dél Queenslandi Egyetem „találj egy pókot” leírása
- A Brit szigetek pókjai Watson, L., and Dallwitz, M.J. 2004 onwards Archiválva 2007. április 5-i dátummal a Wayback Machine-ben
- Platnick, N.I. 2005. A világ pókjai Archiválva 2003. augusztus 2-i dátummal a Wayback Machine-ben
- Canadian Arachnologist & Nekrózist okozó pókok listája
- Leírt pókok listája
- Tarantulas.us – Galéria
- Pókok Észak Amerikában
- Ingyen képek pókokról
- Macro Pókokról készült képek Archiválva 2006. április 7-i dátummal a Wayback Machine-ben
- képek
- Spiders napi pókkutatások
- pók kutatások
- https://web.archive.org/web/20160423083351/http://www.tarantulatour.com/

### Egyéb
- Pók.lap.hu - linkgyűjtemény
- Startlap fórum